# Sammy Newsome

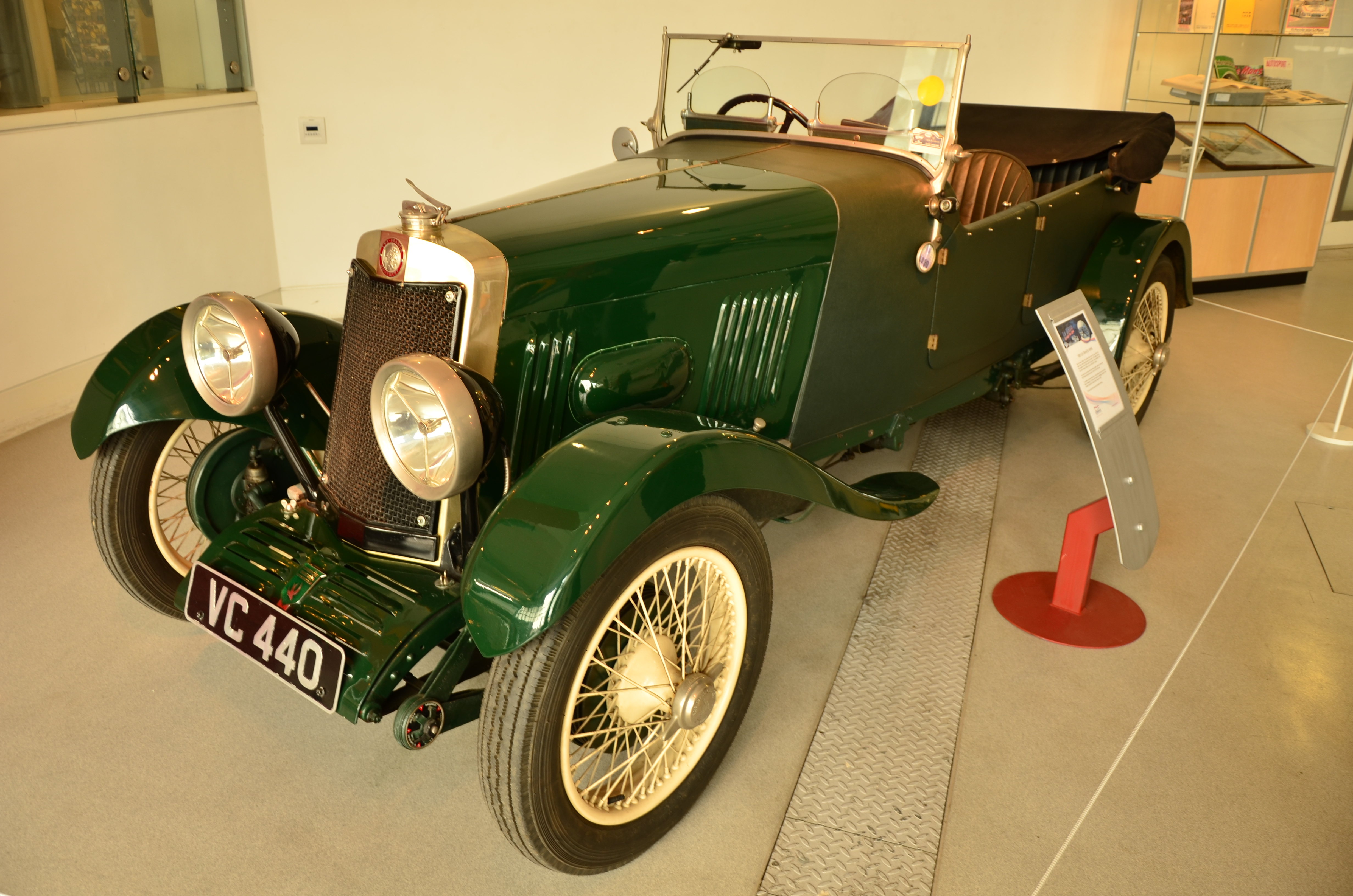
Lea-Francis S-Type Hyper; Einsatzwagen von Kenneth Peacock und Sammy Newsome beim 24-Stunden-Rennen von Le Mans 1929

Samuel Herbert „Sammy“ Newsome (* 9. Juni 1901 in Coventry; † 17. Juni 1970 ebenda) war ein britischer Autorennfahrer. 

## Karriere als Rennfahrer
Sammy Newsome war in den 1920er- und 1930er-Jahren im Sportwagensport aktiv. Als langjährigem Partner von Kenneth Peacock gelangen ihm zwei Klassensiege beim 24-Stunden-Rennen von Le Mans. Sowohl 1929 als auch 1930 steuerte er dabei einen Lea-Francis S-Type Hyper. Einen weiteren Klassensieg in Le Mans erreichte er 1932 mit dem Schweden Henken Widengren im Werks-Aston Martin 1½ Le Mans.
Wie viele britische Rennfahrer jener Zeit fuhr Newsome viele Rennen auf der Rennbahn von Brooklands. 1927 wurde er dort Sechster beim 150-Meilen-Rennen und Siebter beim 250-Meilen-Rennen.

## Statistik

### Le-Mans-Ergebnisse
| Jahr | Team                     | Fahrzeug                      | Teamkollege      | Platzierung            | Ausfallgrund      |
| ---- | ------------------------ | ----------------------------- | ---------------- | ---------------------- | ----------------- |
| 1929 | Kenneth Peacock          | Lea-Francis S-Type Hyper      | Kenneth Peacock  | Rang 8 und Klassensieg |                   |
| 1930 | Lea-Francis Ltd.         | Lea-Francis S-Type Hyper      | Kenneth Peacock  | Rang 6 und Klassensieg |                   |
| 1931 | Aston Martin Car Ltd.    | Aston Martin 1½ International | Kenneth Peacock  | Ausfall                | Chassis gebrochen |
| 1932 | Aston Martin Car Ltd.    | Aston Martin 1½ Le Mans       | Henken Widengren | Rang 5 und Klassensieg |                   |
| 1934 | Riley Motor Company Ltd. | Riley Nine Ulster Imp         | Percy Maclure    | Rang 6                 |                   |
| 1935 | Riley Motor Company Ltd. | Riley Nine MPH Six Racing     | Percy Maclure    | Ausfall                | Unfall            |